# Air Conflicts
Air Conflicts (букв. рус. Воздушные конфликты) — компьютерная игра в жанре аркадного авиасимулятора в сеттинге Второй Мировой Войны. Была разработана 3Division Entertainment и издана Frogster Interactive. Игра вышла 27 апреля 2006 года.

## Игровой процесс
Игрок управляет самолетом, который принадлежит одной из трех стран времен Второй мировой войны: Великобритания, СССР или Нацистская Германия. Игра игнорирует такие стороны как США, Японию и Италию. У каждой нации есть несколько уникальных истребителей, которые нужно коллекционировать и потом использовать во время кампании. Кампания охватывает весь ход войны. Во время одиночной кампании игрок получает статистику, достижения, новые самолеты, и похвалы.
В игре также есть мультиплеер для Интернет-протокола TCP / IP. Играть могут до 8 игроков одновременно. Можно выбрать любой самолет, а также его вид. Доступны режимы игры Deathmatch и Team Deathmatch.
В игре существует большое разнообразие многопользовательских и однопользовательских карт и локаций.
У игры несколько ответвлений, включая последний Air Conflicts: Vietnam, вышедший в 2014 году. Air Conflicts: Aces of World War II вышла в 2009 году, Air Conflicts: Secret Wars в 2011 и Air Conflicts: Pacific Carriers в 2012, создав трилогию игр Air Conflicts.